# Opius fuscipennis
Opius fuscipennis är en stekelart som beskrevs av Wesmael 1835. Opius fuscipennis ingår i släktet Opius och familjen bracksteklar. Inga underarter finns listade i Catalogue of Life.